# Чагор
Ча̀гор или Ча̀гар (на македонска литературна норма: Чагор) е бивше село в Северна Македония, на територията на община Битоля.

## География
Селото е било разположено на 800 m височина, на Чагорската река, ляв приток на Шемница, на 20 km северно от Битоля и на 2 km северно от село Лопатица.

## История
Османско преброяване от 1468 година спомената следните жители: Велко, син на Петко; Групче, син на Петко; Димитри, син на Петко; поп Райко, Стайко стар; Пейо, син на Стайко; Расомир, брат на Стайко; поп Трайко; Димитри, син на Михо; Пейо, син на Михо; Никола, син на Михо; Ралче, син на Михо; Пейо, син на Ралче; Тале, син на Радослав; Ралче, син на Михо; Пејо, син на Ралче; Михал, син на Стария; Тодор, син на Марко; Йорфо, син на Марко; Пройко, зет на Михо; Радослав седлар; Райко, син на Беле; Тодор, син на Поточар; Ненче, син на Согач; Михо, син на Тане; Богдан, зет на Михо; Йорго, син на Коста; Тодор, син на Поляка; Йонко, син на Райче. Семействата са 23, а неженените –2, а общо жителите - 129.
В 1568 година селото има 114 жители. Те са обложени с данък 1380 златици, от които 625 за испенче, 320 за пшеница, 300 за ечемик и ръж, както и за лен, за улища, данък за свини и сватбарина.
В XIX век Чагор е изцяло българско село в Битолска кааза, Битолска нахия на Османската империя. Според статистиката на Васил Кънчов („Македония. Етнография и статистика“) от 1900 година Чагор има 130 жители, всички българи християни.
На Етнографската карта на Битолския вилает на Картографския институт в София от 1901 година Чагор е чисто българско село в Битолската каза на Битолския санджак с 10 къщи.
Цялото население на селото е под върховенството на Българската екзархия. По данни на секретаря на екзархията Димитър Мишев („La Macédoine et sa Population Chrétienne“) в 1905 година в Чагар (Tchagar) има 48 българи екзархисти.
От селото няма остатъци, освен Чагорския манастир с единствената църква „Свети Никола“ от втората четвъртина на ХVІІ век. Стенописите в олтара вероятно са дело на майстори от Линотопската художествена школа. Над селото се намира археологическият обект Чагорско кале, който представлява селище от късноантично време.
При избухването на Балканската война в 1912 година 3 души от Чагор е доброволци в Македоно-одринското опълчение.
В 1914 година селото е с 30 жители. По време на Първата световна война селото е разселено, а последните 6 домакинства се изселват в 1926 година. Чагорци се установяват предимно в Битоля, Лопатица, Лисолай, Могила, Мойно, Тополчани, Секирани.

## Личности
Родени в Чагор
- Трайчо Настов, македоно-одрински опълченец, 2 рота на 11 сярска дружина[11]
- Алекси Талев, македоно-одрински опълченец, 4 рота на 5 одринска дружина[12]
- Димитър Христов, македоно-одрински опълченец, 4 рота на 4 битолска дружина[13]